# Guillaume Ier (roi de Wurtemberg)
Pour les articles homonymes, voir Guillaume Ier.
 (mai 2019).
Si vous disposez d'ouvrages ou d'articles de référence ou si vous connaissez des sites web de qualité traitant du thème abordé ici, merci de compléter l'article en donnant les références utiles à sa vérifiabilité et en les liant à la section « Notes et références ».
Guillaume Ier (en allemand : Wilhelm Friedrich Karl von Württemberg), né le 27 septembre 1781 à Lüben en Prusse et mort le 25 juin 1864 à Stuttgart, est de 1816 à 1864 le deuxième roi de Wurtemberg. 

## Biographie

### Famille
Fils aîné et premier des quatre enfants du duc Frédéric III de Wurtemberg (futur roi Frédéric Ier) et de sa première épouse Augusta de Brunswick-Wolfenbüttel, Guillaume de Wurtemberg, né à Lübin en 1781, appartient à la première branche dite « branche aînée » de la maison de Wurtemberg.

### Mariages et descendance

#### Première union
L'empereur des Français Napoléon Ier, protecteur de la confédération du Rhin, souhaite faire des monarchies d'Allemagne du Sud des États-tampons entre la France et l'Autriche, et s'attacher les princes de ces pays en les mariant à des jeunes filles apparentées à sa Maison. Les souverains allemands, dont les dynasties sont multiséculaires, s'ils doivent leur récente royauté à l'empereur des Français, considèrent avec horreur et mépris cette nouvelle dynastie et une union avec une « Napoléonide » comme indigne d'eux. 

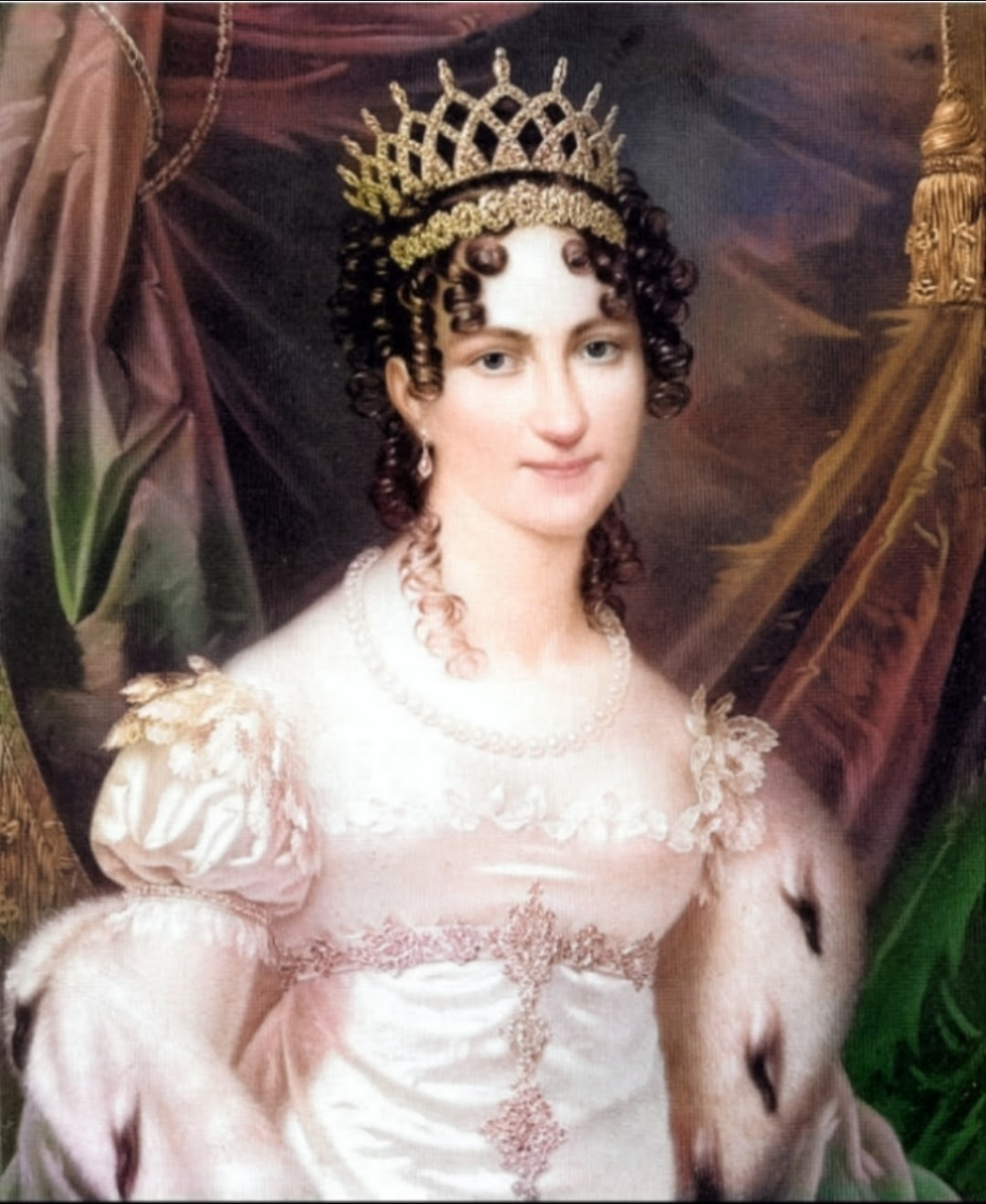
Caroline-Auguste de Bavière

Dès 1806, Napoléon marie le futur grand-duc de Bade Charles-Frédéric avec Stéphanie de Beauharnais, une nièce de son épouse. Pour éviter le même sort, le 8 juin 1808 à Munich, le prince protestant Guillaume de Wurtemberg épouse précipitamment la princesse catholique Caroline-Auguste de Bavière, fille du roi de Bavière Maximilien Ier et de la défunte Wilhelmine de Hesse-Darmstadt — dont la fille aînée a épousé Eugène de Beauharnais, beau-fils du souverain Français. Deux ans plus tard, le roi de Bavière marie dans les mêmes conditions son fils aîné. Guillaume a 27 ans, Augusta en a 16. Le prince dit à la jeune mariée : « Nous sommes des victimes de la politique ». 
En réalité, le jeune prince s'était promis à une autre princesse, dont il était profondément amoureux, mais que les circonstances l'empêchèrent d'épouser. 
Le couple vit séparément et le mariage n'est même pas consommé. Il est annulé le 31 août 1814, à la chute de l'Empire français. Ce mariage est resté sans enfant. En 1816, Caroline-Augusta de Bavière se remarie avec l'empereur François Ier d'Autriche, veuf pour la troisième fois. Ce mariage reste également sans enfant.

#### Seconde union

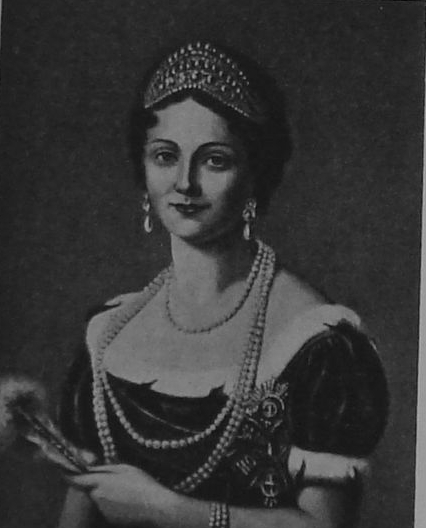
Catherine de Russie

Quant à Guillaume, il contracte une union brillante en épousant le 24 janvier 1816 à Saint-Pétersbourg l'amour de sa vie, sa cousine la grande-duchesse Catherine Pavlovna de Russie, fille du défunt empereur Paul Ier de Russie et de Sophie-Dorothée de Wurtemberg, veuve du duc Georges d'Oldenbourg. Cette même année, Guillaume succède à son père en tant que roi de Wurtemberg.
Le couple a deux enfants :
- Marie de Wurtemberg (de) (30 octobre 1816 – 4 janvier 1887) ; en 1840, elle épouse le comte Alfred de Neipperg (de) (26 janvier 1807 – 16 novembre 1865), fils du comte (suzerain) Adam Albert de Neipperg — sans postérité ;
- Sophie de Wurtemberg (17 juin 1818 – 3 juin 1877) ; en 1839, elle épouse Guillaume III des Pays-Bas (1817–1890) ; dont postérité.

Mais l'idylle sera de courte durée car la reine Catherine meurt en 1819, à seulement 31 ans.

#### Troisième union

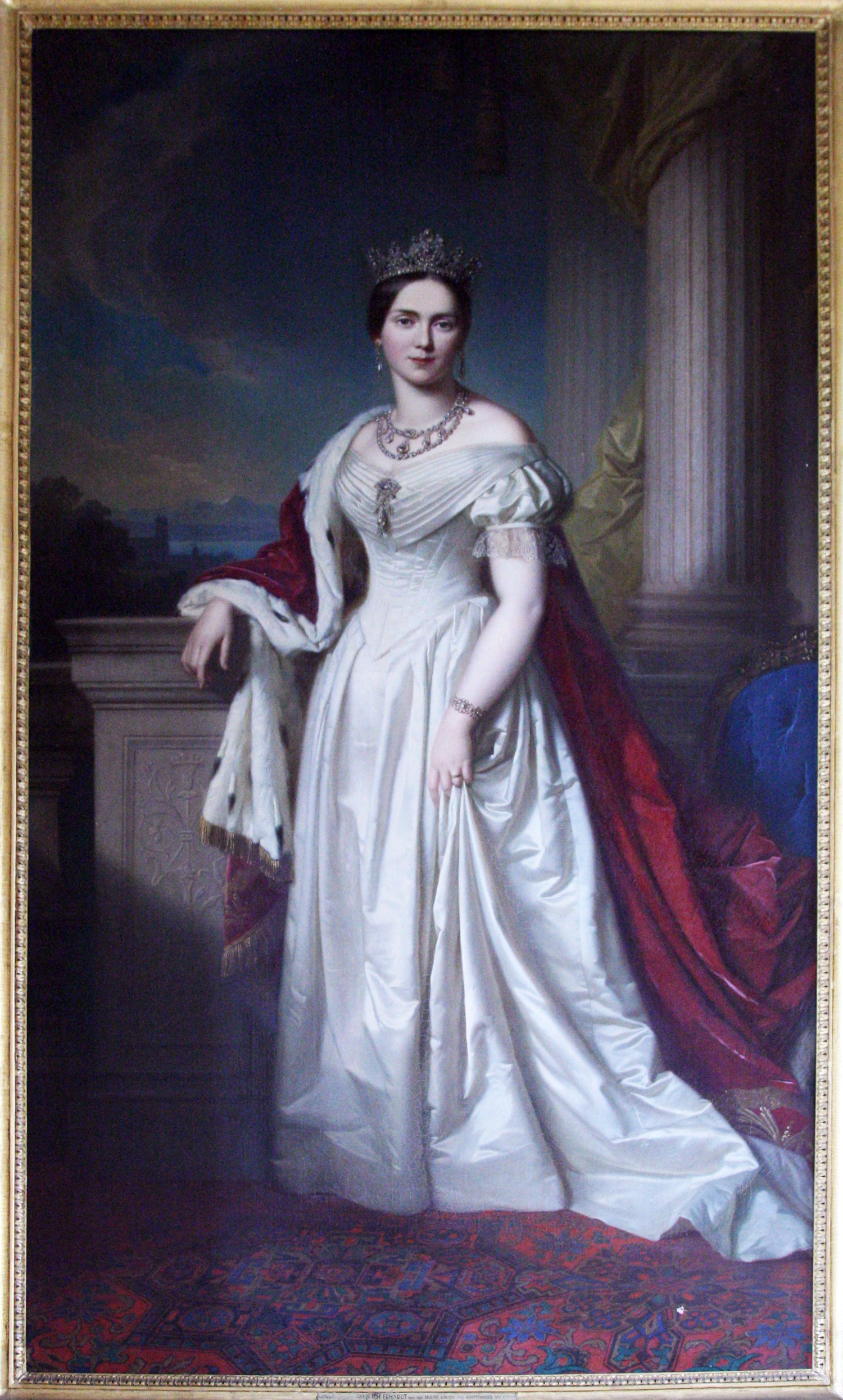
Pauline-Thérèse de Wurtemberg

À 39 ans, deux fois veuf et toujours sans héritier mâle, Guillaume Ier se remarie le 15 avril 1820 à Stuttgart avec une autre cousine, de 19 ans sa cadette : Pauline-Thérèse de Wurtemberg, fille du duc Louis-Frédéric de Wurtemberg et de la princesse Henriette de Nassau-Weilbourg.
Ils ont trois enfants dont un fils héritier :
- Catherine de Wurtemberg (1821 – 1898) ; en 1845, elle épouse son cousin Frédéric de Wurtemberg (1808 – 1870), dont postérité (le Roi Guillaume II);

- Charles Ier (1823 – 1891), qui succède à son père en 1864 comme roi de Wurtemberg ; en 1846, il épouse Olga Nikolaïevna de Russie (1822 – 1892), sans postérité ;

- Augusta de Wurtemberg (4 octobre 1826 – 3 décembre 1898) ; en 1851, elle épouse le prince Hermann de Saxe-Weimar-Eisenach (4 août 1825 – 31 août 1901), dont postérité.

Cependant l'harmonie du couple sera ternie par la liaison de Guillaume Ier avec une comédienne, et la reine Pauline finit par quitter la cour et s'installer dans la Suisse voisine. 
Le roi ne la mentionne même pas dans son testament.

### Règne

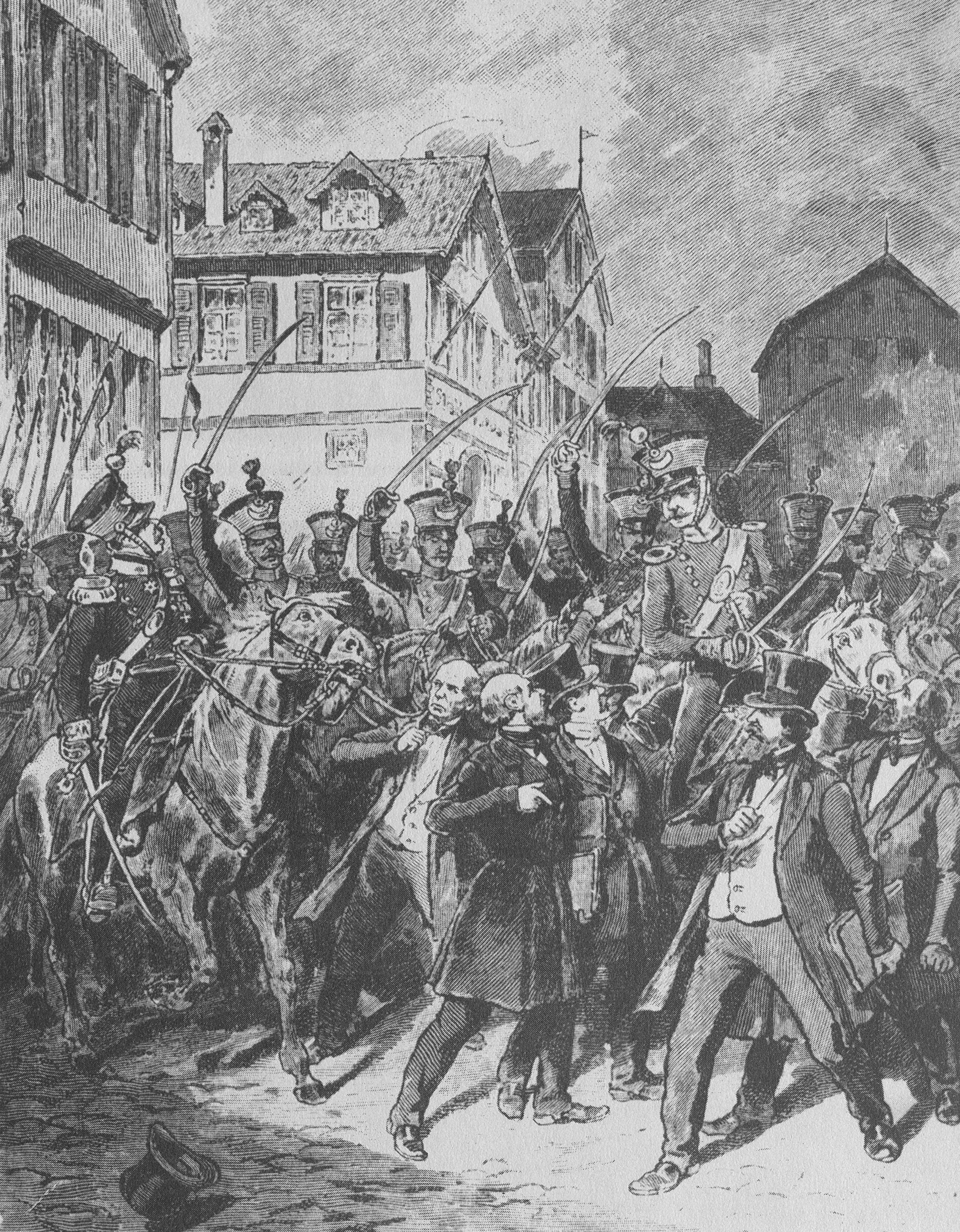
18 juin 1849 : dissolution du parlement par la troupe

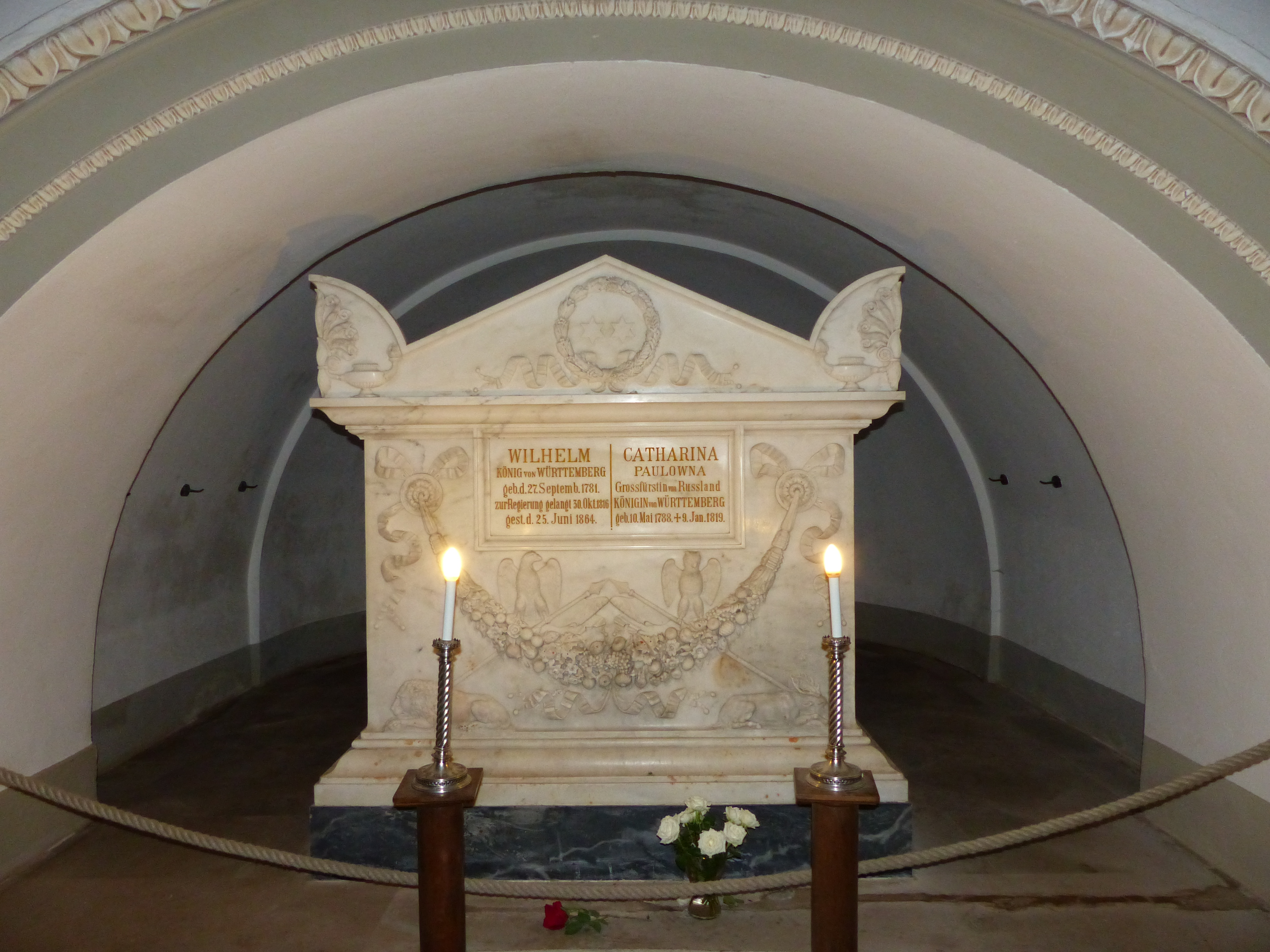
Tombeau de de Wurtemberg et de Catherine Pavlovna de Russie

Après la mort de son père, le duc Guillaume devient roi de Wurtemberg le 30 octobre 1816. Il publie une amnistie, baisse les impôts et donne en 1819 une constitution au pays.
Le début de son règne est marqué par une forte crise économique dans le royaume. Pour y remédier, le roi Guillaume préserve l'agriculture, base nécessaire pour la nourriture de ses sujets. À partir de cette époque il est surnommé « le roi des agriculteurs ». Éleveur passionné de chevaux, il encourage l'élevage, l'artisanat et la viticulture.
Guillaume fonde le 20 novembre 1818 « l' Institut agricole », devenu depuis une université. Il importe notamment des bovins et des moutons. Il fonde de plus la Société pour l'amélioration du vin (1825), l'Association viticole (1828) et la Coopérative vinicole (1854).
Le 27 août 1819, il publie un décret accordant à ses sujets la liberté de foi, réduisant les impôts et les libérant du service militaire. Il rend facultatif le serment devant la cour. Ces mesures visaient à endiguer la vague d'émigration vers la Russie et les États-Unis.
Sous son règne a lieu la Révolution de 1848 qui ébranle les trônes allemands et tente une première unification de l'Allemagne : dès les premières manifestations, Guillaume Ier décrète des mesures libérales afin de « gagner du temps et éviter un bain de sang ». Cependant, à l'instar de ses pairs et parents, il n'est guère favorable à une démocratisation du pouvoir. 
L'Allemagne s'enfonce dans la violence. Le 25 avril 1849, Guillaume Ier ratifie la Constitution de Francfort, ce qui lui apporte un soutien populaire. Le 6 juin 1849, le parlement de Francfort, à l'invitation du ministre de la Justice du royaume, s'installe à Stuttgart mais, très vite, la situation devient ingérable et le ministre demande au roi de faire intervenir l'armée. Le parlement est dissous par la troupe le 18 juin 1849.
Guillaume Ier, doyen des souverains d'Europe, meurt dans sa résidence de campagne, le château de Rosenstein (de), à Stuttgart, le 25 juin 1864, à l'âge de 82 ans, avant les événements qui vont détruire la Confédération germanique et provoquer l'unification de l'Allemagne sous l'égide de la Prusse.

## Honneurs
Guillaume Ier de Wurtemberg est :

### Ordres officiels wurtembourgeois
- Chevalier de l'ordre de l'Aigle d'or[N 1] ;
- Fondateur de l'ordre de la Couronne de Wurtemberg (1818) ;
- Chevalier de l'ordre du Mérite militaire (1800) ;
- Fondateur de l'ordre de Frédéric (1830).

### Ordres officiels étrangers
- Commandeur de l'ordre militaire de Marie-Thérèse (Empire d'Autriche, 1814) ;
- Grand-croix de l'ordre de Saint-Étienne de Hongrie (Empire d'Autriche, 1830) ;
- Grand-croix de l'ordre de la Fidélité (Bade) (1813) ;
- Chevalier de l'ordre de Saint-Hubert (Bavière) (1808) ;
- Grand cordon de l’ordre de Léopold (Belgique) ;
- Grand-croix de l'ordre d'Henri le Lion (duché de Brunswick) ;
- Chevalier de l'ordre de l'Éléphant (Danemark, 1817) ;
- Grand-croix de la Légion d'honneur Grand Aigle de la Légion d'Honneur de Empire Français (1805-1806) ;
- Chevalier de l'ordre de Saint-Georges (Hanovre) (1852) ;
- Grand-croix de l'ordre royal des Guelfes (Hanovre) ;
- Grand-croix de l'ordre de Louis Ier de Hesse (1815) ;
- Grand-croix de l'Ordre militaire de Guillaume (Pays-Bas, 1815) ;
- Grand-croix avec couronne d'or de l'ordre du Mérite du duc Pierre-Frédéric-Louis (grand-duché d'Oldenbourg, 1847) ;
- Chevalier de l'ordre de l'Aigle noir (Prusse, 1812) ;
- Croix de fer de 2e classe (Prusse, 1813) ;
- Chevalier de l'ordre de Saint-André (Empire russe, 1814) ;
- Chevalier de l'ordre de Saint-Alexandre Nevski (Empire russe, 1814) ;
- Chevalier de 2e classe de l'ordre impérial et militaire de Saint-Georges (Empire russe, 1814) ;
- Grand-croix de l'ordre du Faucon blanc (Saxe-Weimar, 1829) ;
- Chevalier de l'ordre de la Couronne de Rue (Royaume de Saxe, 1834) ;
- Grand-croix honoraire de l'ordre du Bain (Royaume-Uni, 1815) ;
- Chevalier étranger de l'ordre de la Jarretière (Royaume-Uni, 1830).